# Jacob Aagaard
Jacob Aagaard (født 31. juli 1973) er en tidligere dansk, nu skotsk skakspiller med titlen stormester. Han opnåede allerede i 2004 tre stormesternormer, men for at kunne smykke sig med stormestertitlen manglede han længe at nå et ELO-ratingtal på mindst 2500. Det nåede han imidlertid i oktober 2007.
Jacob Aagaard har i en årrække boet i Glasgow i Skotland, og siden 2005 har han repræsenteret Skotland internationalt. Han blev nr. 2 i det skotske skakmesterskab i 2004, hvor han opnåede sin anden GM-norm, og nr. 1 i 2005. I 2007 vandt han det britiske mesterskab.
Han er forfatter eller medforfatter til en lang række bøger om skak, herunder:
- Easy Guide to the Panov-Botvinnik Attack (1998)
- Easy Guide to the Sveshnikov Sicilian (2000)
- Dutch Stonewall (2001)
- Sicilian Kalashnikov (2001)
- Excelling at Chess (2001) – vinder af chesscafe.com Book of the year 2002
- Meeting 1.d4 (2002)
- Queen's Indian Defence (2002)
- Excelling at Positional Chess: How the Best Players Plan and Manoeuvre (2003)
- Starting Out: the Grünfeld (2004)
- Excelling at Combinational Play :Learn to Identify and Exploit Tactical Chances (2004)
- Inside the Chess Mind: How players of all levels think about the game (2004)
- Excelling at Technical Chess (2004)
- Excelling at Chess Calculation: Capitalising on tactical chances (2004)
- Experts vs the Sicilian (2006)
- Practical Chess Defence (2006)
- Dvoretsky's Endgame Manual (2006)
- The Attacking Manual, Volume 1: Basic Principles (forventet 2008)
- The Attacking Manual, Volume 2: Technique and Praxis (forventet 2008)